# Bianca Comparato
Bianca de Souza Mendes Comparato (Rio de Janeiro, 19 de novembro de 1985) é uma atriz e diretora brasileira. Ela já recebeu vários prêmios e indicações, incluindo um Grande Otelo e um Prêmio APCA, além de ter duas indicações ao Prêmio Qualidade Brasil e uma indicação ao Prêmio Guarani.

## Biografia
Sua primeira encenação teatral foi em Avalanche, dirigida por Ivan Sugahara. Estreou na televisão em 2004, fazendo uma participação na série Carga Pesada. Depois, no mesmo ano, fez uma participação especial na novela Senhora do Destino. No teatro, também atuou em O Ateneu, Últimos Remorsos Antes do Esquecimento, A Fruta e a Casca, entre outros
Em 2005, viveu Maria João em Belíssima uma menina que vivia em guerra com a sua irmã Giovanna, interpretada pela Paolla Oliveira. Depois fez uma participação nos últimos capítulos de Cobras & Lagartos como a enfermeira Rosimary em 2006. No mesmo ano, atuou no curta-metragem Pedro, Ana e a Verdade e participou também do filme Anjos do Sol. Posou para a seção "Mulheres que Amamos" na edição 381 da revista Playboy. Em 2007, Bianca participou dos seriados Toma Lá Dá Cá e Antônia e da minissérie Amazônia, de Galvez a Chico Mendes, e esteve no teatro com a peça Últimos Remorsos Antes do Esquecimento. Em 2008, integrou o elenco de Beleza Pura, da TV Globo e ainda estreou a peça A Fruta e a Casca, inspirada na história de Dom Casmurro. Em 2009, encenou a peça Rock’n’Roll e esteve no elenco da série de televisão Aline desde a primeira temporada, onde viveu Kelly, melhor amiga de Aline.
Em 2010, esteve no longa metragem Como Esquecer protagonizado por Ana Paula Arósio. No mesmo ano, atuou na peça Mordendo os Lábios, escrita e dirigida por Hamilton Vaz Pereira. Em 2011, participa de dois episódios do seriado Tapas & Beijos, encena o espetáculo teatral A Escola do Escândalo e também fez uma participação especial na telenovela A Vida da Gente. Em 2012, participou do episódio "A Culpada de BH" da série As Brasileiras. No mesmo ano, atuou na telenovela Avenida Brasil de João Emanuel Carneiro como a frentista Betânia. Em 2013, retorna as telas do cinema com o filme Somos tão Jovens, que é obra biográfica sobre o cantor Renato Russo, no papel de Carmem Teresa. Com este filme Bianca ganhou o Grande Prêmio do Cinema Brasileiro de Melhor Atriz Coadjuvante. No mesmo ano ela retorna a televisão com o seriado A Menina Sem Qualidades, no qual ela interpreta a problemática Ana. O filme é a primeira incursão da MTV Brasil na área de teledramaturgia., também esteve na 2ª temporada da série Sessão de Terapia, do canal GNT. e atuou no filme Irmã Dulce. Em 2015, interpretou Anita na série da HBO, O Hipnotizador.
Em 2016 passa a protagonizar a série 3% da Netflix. Dirigiu o documentário Elogio da Liberdade que estreou em 2019 sobre a escritora Rosiska Darcy de Oliveira.
Em 23 de março de 2024, o roteirista Beto Skubs anunciou que Bianca Comparato gravou um episódio de Grey's Anatomy, o terceiro da 20ª temporada.

### Vida pessoal
É filha do escritor Doc Comparato e irmã mais velha da atriz Lorena Comparato. Aos 16 anos, fez um curso de três meses na tradicional Royal Academy of Dramatic Arts, em Londres, como prêmio dado pela Escola Britânica do Rio de Janeiro, ao se destacar no curso de teatro. Voltou ao Brasil determinada a abandonar o ensino médio para se dedicar à carreira artística, no que foi dissuadida pelos pais. Junto com a escola regular, Bianca frequentou cursos de expressão corporal e dramaturgia. Em 2010, Bianca se formou na faculdade de cinema pela PUC-RJ. Bianca namorava a atriz brasileira Alice Braga desde 2017.Em novembro de 2023 elas terminaram o relacionamento. Bianca atualmente namora a estilista Rafaella Caniello, ela assumiu o relacionamento em abril de 2024. 

## Filmografia

### Televisão
| Ano  | Título                              | Personagem                               | Notas                                                                       |
| ---- | ----------------------------------- | ---------------------------------------- | --------------------------------------------------------------------------- |
| 2004 | Carga Pesada                        | Rosana                                   | Episódio: "Vítima do Silêncio"                                              |
| 2005 | Senhora do Destino                  | Helen                                    | Episódios: "10 de janeiro–12 de março"                                      |
| 2005 | Cilada                              | Lara                                     | Episódio: "Shopping" Episódio: "Natal"                                      |
| 2005 | Belíssima                           | Maria João Güney de Oliveira             |                                                                             |
| 2006 | Por Toda Minha Vida                 | Elis Regina (jovem)                      | Episódio: "Elis Regina"                                                     |
| 2006 | Cobras & Lagartos                   | Enfª. Rosimary                           | Episódios: "20 de outubro–9 de novembro"                                    |
| 2007 | Amazônia                            | Celinha                                  |                                                                             |
| 2007 | Antônia                             | Mariah                                   | Episódio: "Plano B"                                                         |
| 2007 | Toma Lá Dá Cá                       | Gelda                                    | Episódio: "O Y do Problema"                                                 |
| 2008 | Beleza Pura                         | Luisa Passos                             |                                                                             |
| 2009 | Aline                               | Kelly                                    |                                                                             |
| 2011 | Tapas & Beijos                      | Carol                                    | Episódio: "Dia dos Sem Namorados" Episódio: "A Sobrinha" Episódio: "O Bebê" |
| 2011 | O Astro                             | Ana                                      | Episódio: "12 de julho"                                                     |
| 2011 | A Vida da Gente                     | Nina                                     | Episódios: "4 de outubro–4 de novembro"                                     |
| 2012 | As Brasileiras                      | Natasha                                  | Episódio: "A Culpada de BH"                                                 |
| 2012 | Avenida Brasil                      | Betânia Oliveira de Almeida / falsa Rita |                                                                             |
| 2013 | A Menina sem Qualidades             | Ana                                      |                                                                             |
| 2013 | Sessão de Terapia                   | Carol Martins                            | Temporada 2                                                                 |
| 2015 | Sete Vidas                          | Diana Ferreira da Silva                  |                                                                             |
| 2015 | Tapas & Beijos                      | Cléo                                     | Episódio: Um Lar para Sueli"                                                |
| 2015 | O Hipnotizador                      | Anita                                    | Episódio: "A Fita Amarela"                                                  |
| 2015 | Romance Policial - Espinosa         | Luana                                    |                                                                             |
| 2016 | 3%                                  | Michele Santana                          |                                                                             |
| 2018 | Samantha!                           | Diretora do Plimplom                     | Episódio: "1.1"                                                             |
| 2022 | Coders Championship                 | Apresentadora                            |                                                                             |
| 2022 | Não Foi Minha Culpa                 | Carolina "Carol" Bianchini               | Episódio: "Carol & Priscila"                                                |
| 2023 | João Sem Deus: A Queda de Abadiânia | Cecília                                  |                                                                             |
| 2024 | Grey's Anatomy                      | Maria Flor                               | Episódio: "Walk on the Ocean"                                               |
| 2025 | Tremembé                            | Anna Carolina Jatobá                     |                                                                             |
| 2026 | Fúria                               | [ 56 ]                                   |                                                                             |

### Cinema
como atriz
| Ano  | Título                         | Personagem         | Notas           |
| ---- | ------------------------------ | ------------------ | --------------- |
| 2006 | Pedro, Ana e a Verdade         | Ana                | Curta-metragem  |
| 2006 | Anjos do Sol                   | Inês               |                 |
| 2010 | Como Esquecer                  | Carmem Lygia       |                 |
| 2012 | Singelos Envelopes             | Emília             | Curta-metragem  |
| 2013 | Somos tão Jovens               | Carmem Teresa      |                 |
| 2014 | Irmã Dulce                     | Irmã Dulce (jovem) |                 |
| 2015 | 1981                           |                    | Curta-metragem  |
| 2015 | Bem Casados                    | Alice              |                 |
| 2018 | Talvez uma História de Amor    | Katy               |                 |
| 2018 | Todas as Razões para Esquecer  | Sofia              |                 |
| 2019 | Morto Não Fala                 | Lara               |                 |
| 2019 | Minha Fama de Mau              | Nara               |                 |
| 2021 | Intervenção: É Proibido Morrer | Larissa            |                 |
| 2023 | The Last Free Place            | Kat                | Curtas-metragem |
| 2024 | No Nosso Sangue                | Beth Kozlov        |                 |
| 2024 | Música                         | Garçonete          |                 |

Como diretora
| Ano  | Título              | Nota         |
| ---- | ------------------- | ------------ |
| 2019 | Elogio da Liberdade | Documentário |

### Videoclipes
| Ano  | Artista    | Música                  |
| ---- | ---------- | ----------------------- |
| 2016 | Matheus VK | "La Malemolência"       |
| 2016 | Maldita    | "La Belle Indefference" |

### Internet
| Ano  | Título       | Personagem         |
| ---- | ------------ | ------------------ |
| 2020 | Cara Palavra | Várias personagens |

## Teatro
| Ano  | Título                                 | Personagem |
| ---- | -------------------------------------- | ---------- |
| 2003 | Avalanche                              | Donna      |
| 2004 | O Ateneu                               |            |
| 2007 | Últimos Remorsos Antes do Esquecimento | Lise       |
| 2008 | A Fruta e a Casca                      | Capitu     |
| 2009 | Rock'n'roll                            | Esme/Alice |
| 2010 | Mordendo os Lábios                     | Eleonora   |
| 2011 | A Escola do Escândalo                  | Maria      |
| 2011 | Lição N18 - Romeu e Julieta            | Julieta    |

## Prêmios e indicações
| Ano  | Prêmio                                              | Categoria                          | Trabalho                             | Resultado |
| ---- | --------------------------------------------------- | ---------------------------------- | ------------------------------------ | --------- |
| 2006 | Prêmio Contigo! de TV                               | Prêmio Contigo! de revelação da TV | Belíssima                            | Indicado  |
| 2006 | Prêmio Qualidade Brasil                             | Melhor Atriz Revelação             | Belíssima                            | Indicado  |
| 2006 | Prêmio Qualidade Brasil                             | Melhor Atriz Coadjuvante           | Anjos do Sol                         | Indicado  |
| 2006 | Prêmio Guarani do Cinema Brasileiro                 | Melhor Atriz Coadjuvante           | Anjos do Sol                         | Indicado  |
| 2006 | Kikito de Ouro do Festival Internacional de Gramado | Melhor Atriz Coadjuvante           | Anjos do Sol                         | Indicado  |
| 2013 | Troféu APCA                                         | Melhor Atriz                       | A Menina Sem Qualidades              | Venceu    |
| 2013 | Troféu APCA                                         | Melhor Atriz                       | Sessão de Terapia                    | Venceu    |
| 2014 | Grande Prêmio do Cinema Brasileiro                  | Melhor Atriz Coadjuvante           | Somos tão Jovens                     | Venceu    |
| 2015 | Grande Prêmio do Cinema Brasileiro                  | Melhor Atriz                       | Irmã Dulce                           | Indicado  |
| 2019 | Séries em Cena Awards                               | Melhor Atriz Nacional              | 3%                                   | Indicada  |
| 2021 | Séries em Cena Awards                               | Melhor Atriz em Série Nacional     | 3%                                   | Indicado  |
| 2021 | Prêmio Biscoito                                     | Melhor Ship                        | Bianca e Alice Braga                 | Indicada  |
| 2024 | Prêmio Platino                                      | Melhor Atriz de Série              | João Sem Deus – A Queda de Abadiania | Indicada  |
| 2024 | Prêmio Grande Otelo                                 | Melhor Atriz de Série              | João Sem Deus – A Queda de Abadiania | Pendente  |